# Atena Paszko
Atena Paszko (wł. Atena Swiatomira Wasiliewna Paszko, ukr. Ате́на-Святоми́ра Васи́лівна Пашко́, ur. 10 października 1931 w miejscowości Bystrycia, w obwodzie lwowskim na Ukrainie, zm. 20 marca 2012 w Kijowie) – ukraińska poetka, działaczka społeczna, aktywistka na rzecz praw kobiet, wolności i demokracji.
Żona Wiaczesława Czornowiła, matka Tarasa Czornowiła. 

## Edukacja i twórczość
Paszko ukończyła Narodowy Uniwersytet Leśnictwa Ukrainy. Pracowała na Wydziale Geografii. Następnie zainteresowała się poezją. Jej wiersze drukowano w ukraińskich gazetach.
Jest autorką trzech tomów poetyckich:
- „Na rozdrożu” (ukr. „На перехрестях”) – wydanego w 1989 roku w Monachium.
- „Na brzegu świecy” (ukr. „На вістрі свічки”) – wydanego w 1991 roku w Baltimore i Toronto.
- „Ostrze mojej drogi” (ukr. „Лезо моєї стежки”) – wydanego w 2007 roku w Kijowie.

## Działalność społeczna

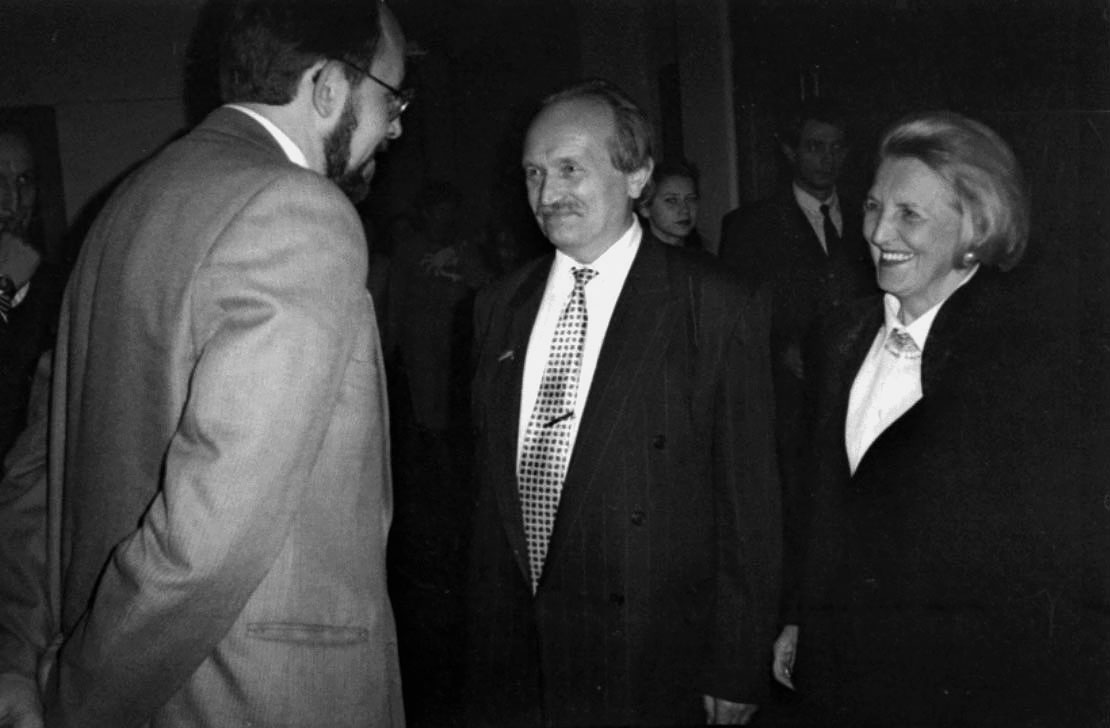
Atena Paszko i Wiaczesław Czornowił.1995 rok.

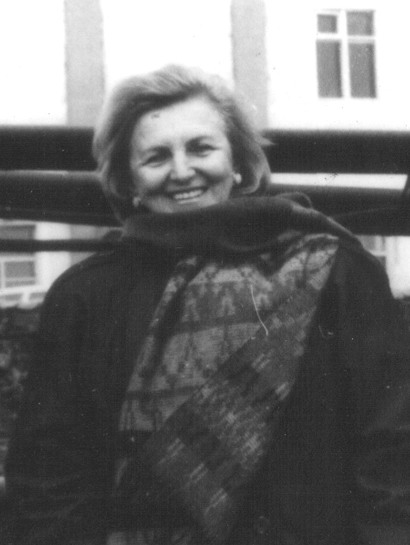
Atena Paszko w Donbasie, 2012 rok.

Od lat sześćdziesiątych Paszko i jej mąż mieszkali w Kijowie. Angażowali się w działalność opozycyjną i społeczną. Doświadczali licznych represji ze strony władz Związku Radzieckiego. Publicznie wypowiadali się w obronie praw człowieka, w tym osób niesłusznie skazanych. 
Paszko broniła ukraińskich intelektualistów i sprzeciwiała się cenzurze prasy. Kierowała do władz listy z apelem o uwolnienie więźniów politycznych. W połowie lat sześćdziesiątych zakazano drukowania jej wierszy i tekstów, szykanowano w pracy, wysyłano do mieszkania kontrole w celu przeprowadzenia rewizji. 
W latach 1967 – 1988 jej mąż, Wiaczesław Czornowił, był trzykrotnie sądzony za działalność antyradziecką i skazany na karę więzienia do zakładów o zaostrzonym rygorze, a wszystkie publikacje Ateny Paszko zostały zakazane przez cenzurę. W latach siedemdziesiątych została tymczasowo zatrzymana przez KGB, do lat dziewięćdziesiątych pozostawała pod obserwacją. 
W 1990 roku wraz z mężem odwiedziła Polskę. W podróży towarzyszyli im dziennikarze „Gazety Wyborczej”. 
Od 1991 roku Paszko kierowała Związkiem Kobiet Ukraińskich. Prowadziła działalność edukacyjną w celu zwiększenia aktywności zawodowej kobiet i przeciwdziałaniu przemocy w rodzinie. 
Po śmierci męża w 1999 roku założyła międzynarodową fundację jego imienia i poświęciła się pracy społecznej. Zajmowała się prawami kobiet i dzieci oraz monitorowaniem przestrzegania zasad demokracji w życiu publicznym. Sprzeciwiała dyskryminacji z uwagi na płeć lub poglądy oraz wszelkim formom cenzury mediów. 
W 2004 roku Paszko podpisała się pod listem czterdziestu ukraińskich intelektualistów, dziękującym Polakom za poparcie dla ukraińskiej opozycji. 

## Nagrody
18 sierpnia 1997 roku, na podstawie dekretu prezydenta Łeonida Kuczmy, Atena Paszko została odznaczona Orderem Księżnej Olgi za działalność na rzecz praw kobiet i dzieci. 
18 listopada 2009 roku, dekretem prezydenta Wiktora Juszczenki, przyznano jej Order Wolności w uznaniu za wybitne zasługi na rzecz budowy niepodległego państwa ukraińskiego i działalność społeczną. 

## Życie prywatne
1 czerwca 1964 roku urodził się syn Ateny i Wiaczesława Taras Czornowił. 
Jej mąż zginął 25 marca 1999 roku w niejasnych okolicznościach, które wywołały liczne spekulacje, w tym podejrzenie o zabójstwo na tle politycznym. 
Paszko i jej mąż zostali pochowani na cmentarzu w Kijowie. 